# Высшая лига КВН 1995
Сезон Высшей лиги КВН 1995 года — 9-й сезон с возрождения телевизионного КВН в 1986-м году. Этот сезон считается пиком поколения начала девяностых.
В сезон опять вступили двенадцать команд, среди них действующие вице-чемпионы ХАИ, и набирающая популярность команда БГУ. После долгого отсутствия на КВНовскую сцену вернулась команда «Эскадрон гусар», на этот раз она уже представляла Москву и Вооружённые силы РФ, а не Львов. Также, после двух пропущенных сезонов в Высшую лигу вернулась и команда «Тамбовские волки». На третью попытку пошла команда СГУ. Помимо этого, в сезоне 1995 появились два новых КВНовских проекта: это новое поколение питерских КВНщиков из СПбУЭиФ; и новая украинская сборная, объединившая команду ЗГМИ и некоторых представителей команды «Криворожская шпана», и получившая название «Запорожье — Кривой Рог — Транзит».
Сезон 1994 выявил проблему на четвертьфинальном этапе: смотреть четыре длинных «домашних задания» было сложно. К тому же, в четвертьфиналах хотелось увидеть больше конкурсов. Поэтому были придуманы СТЭМ и Конкурс одной песни (сокращённо, КОП). По правилам СТЭМа (Студенческий театр эстрадных миниатюр), на сцене не могут одновременно находиться более трёх человек, а КОП разрешает использовать на протяжении всего конкурса только одну мелодию (в большинстве случаев для него пишется одна длинная песня).
В 1995-м все игры впервые были посвящены одной теме. Это был «Сезон муз», и каждая игра проходила под «покровительством» одной из вымышленных муз, среди которых были, например, «Муза бизнеса» и «Муза образования».
До финальной игры сезона дошли самые опытные команды: ХАИ и «Гусары». Члены жюри решили разделить чемпионство между двумя соперниками, зафиксировав в финале ничью.

## Состав
В сезон Высшей лиги 1995 были приглашены двенадцать команд:
1. ЭксПО (Ставрополь)
2. Уральские пельмени (Екатеринбург)
3. СПбУЭиФ (Санкт-Петербург)
4. СИКДиТ (Сочи) — чемпионы Первой лиги
5. Запорожье — Кривой Рог — Транзит (Запорожье — Кривой Рог) — новый проект команды ЗГМИ
6. Настоящие тамады (Тбилиси) — второй сезон в Высшей лиге
7. Махачкалинские бродяги (Махачкала) — второй сезон в Высшей лиге
8. БГУ (Минск) — третий сезон в Высшей лиге
9. Тамбовские волки (Тамбов) — второй сезон в Высшей лиге
10. СГУ (Симферополь) — третий сезон в Высшей лиге
11. ХАИ (Харьков) — третий сезон в Высшей лиге
12. Эскадрон гусар (Москва) — третий сезон в Высшей лиге

Чемпионами сезона стали команды ХАИ и «Эскадрон гусар».

## Игры

### ⅛ финала
Первая ⅛ финала
- Дата игры: Март
- Тема игры: Муза шахмат
- Команды: СИКДиТ (Сочи), СГУ (Симферополь), ЭксПО (Ставрополь), Махачкалинские бродяги (Махачкала), Тамбовские волки (Тамбов), Запорожье — Кривой Рог — Транзит (Запорожье — Кривой Рог)
- Жюри: Анатолий Лысенко, Андрей Макаров, Леонид Парфёнов, Гарри Каспаров, Юлий Гусман
- Конкурсы: Приветствие («Шахматный дебют»), Разминка («Скажите мне, как гроссмейстер гроссмейстеру…»), Музыкальный конкурс («Шахматный этюд»)

| Команда          | Приветствие | Разминка | общий | Муз. конкурс | Итого |
| ---------------- | ----------- | -------- | ----- | ------------ | ----- |
| СИКДиТ           | 2,6         | 1,8      | 4,4   | 2,6          | 7     |
| СГУ              | 2,4         | 2,6      | 5     | 4,2          | 9,2   |
| ЭксПО            | 2,2         | 2,4      | 4,6   | 3,6          | 8,2   |
| Бродяги          | 3,2         | 3,6      | 6,8   | 3,6          | 10,4  |
| Тамбовские волки | 3,4         | 2,2      | 5,6   | 3,2          | 8,8   |
| Транзит          | 3,8         | 3,6      | 7,4   | 4,6          | 12    |

Результат игры:
1. Запорожье — Кривой Рог — Транзит
2. Махачкалинские бродяги
3. СГУ
4. Тамбовские волки
5. ЭксПО
6. СИКДиТ

- На разминке этой игры команда ЭксПО задала вопрос голосом Горбачёва: «Скажите мне, как гроссмейстер гроссмейстеру, почему не исполняются указы Президента?» На этот вопрос все команды, и даже Масляков, тоже отвечали голосом Горбачёва.
- Поскольку на этапе 1/8-й финала члены жюри не выставляли оценки табличками, а заполняли протоколы, команда СИКДиТ от одного из членов жюри получила за разминку — 0.

Вторая ⅛ финала
- Дата игры: Весна
- Тема игры: Муза бизнеса
- Команды: СПбУЭиФ (Санкт-Петербург), Уральские пельмени (Екатеринбург), Эскадрон гусар (Москва), БГУ (Минск), Настоящие тамады (Тбилиси), ХАИ (Харьков)
- Жюри: Анатолий Лысенко, Андрей Макаров, Леонид Парфёнов, Бари Алибасов, Сергей Жигунов, Иван Демидов, Юлий Гусман
- Конкурсы: Приветствие («Презентация»), Разминка («За что купил, за то и продаю»), Музыкальный конкурс («Money, money — деньги, деньги»)

| Команда            | Приветствие | Разминка | общий | Муз. конкурс | Итого |
| ------------------ | ----------- | -------- | ----- | ------------ | ----- |
| СПбУЭиФ            | 3           | 2,5      | 5,5   | 4,2          | 9,7   |
| Эскадрон гусар     | 5           | 3        | 8     | 5            | 13    |
| Настоящие тамады   | 3,7         | 2,7      | 6,4   | 3,2          | 9,6   |
| ХАИ                | 4,2         | 3,8      | 8     | 4,5          | 12,5  |
| БГУ                | 3,8         | 3,1      | 6,9   | 4,7          | 11,6  |
| Уральские пельмени | 3,4         | 2,4      | 5,8   | 3,8          | 9,6   |

Результат игры:
1. Эскадрон гусар
2. ХАИ
3. БГУ
4. СПбУЭиФ
5. Уральские пельмени; Настоящие тамады

- На этой игре команда ХАИ показала свой самый известный номер: «Дворовую песню» («вот, что с людями делает любовь»)[2].
- Все четыре победителя этой игры оказались в финальной четвёрке сезона.
- В жюри этой игры был приглашён продюсер Бари Алибасов. В связи с этим три из шести команд («Эскадрон гусар», СПбУЭиФ и БГУ) в музыкальном конкурсе показали пародии на группу «На-На».
- В своём музыкальном конкурсе команда СПбУЭиФ спародировала и других популярных в то время исполнителей: Татьяну Овсиенко с песней «Таня о Думе» (на мотив песни «Морозов») и Наталью Ветлицкую с песней «Лунный крот» (на мотив песни «Лунный кот»).
- Участница команды БГУ Наталья Петренко завершила игру песней «Игра, похожая на сон» в образе Аллы Пугачёвой.

### Четвертьфиналы
Первый четвертьфинал
Дата игры: Май
- Тема игры: Муза образования
- Команды: Тамбовские волки (Тамбов), БГУ (Минск), Махачкалинские бродяги (Махачкала), Эскадрон гусар (Москва)
- Жюри: Андрей Макаров, Леонид Парфёнов, Сергей Жигунов, Иван Демидов, Юлий Гусман
- Конкурсы: Приветствие («Первый урок»), Разминка («К доске!»), СТЭМ («Плоды просвещения»), Конкурс одной песни («Новый Гаудеамус»)

| Команда          | Приветствие | Разминка | общий | СТЭМ | общий | КОП | Итого |
| ---------------- | ----------- | -------- | ----- | ---- | ----- | --- | ----- |
| Тамбовские волки | 3,6         | 3,6      | 7,2   | 3    | 10,2  | 4   | 14,2  |
| БГУ              | 4,4         | 3,6      | 8     | 5    | 13    | 5   | 18    |
| Бродяги          | 3,6         | 3,8      | 7,4   | 4,4  | 11,8  | 4,2 | 16    |
| Эскадрон гусар   | 4,8         | 3,8      | 8,6   | 4    | 12,6  | 5   | 17,6  |

Результат игры:
1. БГУ
2. Эскадрон гусар
3. Махачкалинские бродяги
4. Тамбовские волки

- Команда БГУ на этой игре показала СТЭМ про сына директора банка у директора школы.
- «Махачкалинские бродяги» показали на этой игре СТЭМ про инспектора ГАИ и стажёра.

Второй четвертьфинал
Дата игры: Май
- Тема игры: Муза увлечений
- Команды: СПбУЭиФ (Санкт-Петербург), СГУ (Симферополь), ХАИ (Харьков), Запорожье — Кривой Рог — Транзит (Запорожье — Кривой Рог)
- Жюри: Андрей Макаров, Гарри Каспаров, Иван Демидов, Юрий Радзиевский, Юлий Гусман
- Конкурсы: Приветствие («Клуб любителей»), Разминка («Хочу всё знать»), СТЭМ («Охотничьи байки»), Конкурс одной песни («КСП»)

| Команда | Приветствие | Разминка | общий | СТЭМ | общий | КОП | Итого |
| ------- | ----------- | -------- | ----- | ---- | ----- | --- | ----- |
| СПбУЭиФ | 4,6         | 3,4      | 8     | 4    | 12    | 5   | 17    |
| Транзит | 4           | 2,8      | 6,8   | 3,4  | 10,2  | 4,8 | 15    |
| СГУ     | 3,6         | 3        | 6,6   | 3,2  | 9,8   | 3,8 | 13,6  |
| ХАИ     | 4,4         | 4        | 8,4   | 5    | 13,4  | 4   | 17,4  |

Результат игры:
1. ХАИ
2. СПбУЭиФ
3. Запорожье — Кривой Рог — Транзит
4. СГУ

- На этой игре ХАИ показали СТЭМ «Охотницы за мужчинами». СТЭМ был придуман за ночь до игры, после того, как первый СТЭМ, который предложила команда, был вырезан редактором.

### Полуфиналы
Первый полуфинал
Дата игры: 29 октября
- Тема игры: Муза телевидения
- Команды: БГУ (Минск), ХАИ (Харьков)
- Жюри: Анатолий Лысенко, Леонид Якубович, Леонид Парфёнов, Иван Демидов, Юлий Гусман
- Конкурсы: Приветствие («Это — „Первый“»), Разминка («Версии и подробности»), Музыкальный конкурс («Клип — '95»), Капитанский конкурс («Один на один»), Домашнее задание («После 2000 года»)

| Команда | Приветствие | Разминка | общий | Муз. конкурс | общий | Капитанский | общий | ДЗ  | Итого |
| ------- | ----------- | -------- | ----- | ------------ | ----- | ----------- | ----- | --- | ----- |
| ХАИ     | 5           | 5,4      | 10,4  | 4,8          | 15,2  | 3,8         | 19    | 7   | 26    |
| БГУ     | 4,4         | 4,2      | 8,6   | 4            | 12,6  | 3,4         | 16    | 6,4 | 22,4  |

Результат игры:
1. ХАИ
2. БГУ

- Капитанский конкурс играли Андрей Чивурин (ХАИ) и Валентин Карпушевич (БГУ).
- В музыкальном конкурсе капитан ХАИ Андрей Чивурин показал пародию на Анжелику Варум и её песню «Осенний джаз».
- В своём домашнем задании харьковчане показали интервью с Андреем Чивуриным в будущем, в котором команда предсказала исчезновение из КВН конкурса «разминка» — в 2010-х в неё действительно стали играть гораздо реже.

Второй полуфинал
Дата игры: 19 ноября
- Тема игры: Муза кино
- Команды: СПбУЭиФ (Санкт-Петербург), Эскадрон гусар (Москва)
- Жюри: Анатолий Лысенко, Константин Эрнст, Леонид Ярмольник, Леонид Парфёнов, Иван Демидов, Юлий Гусман
- Конкурсы: Приветствие («Кинокомпания КВН представляет…»), Разминка («Перевод с русского на русский»), Музыкальный конкурс («Какие люди в Голливуде»), Капитанский конкурс («Братья Люмьер»), Домашнее задание («Как стать звездой»)

| Команда        | Приветствие | Разминка | общий | Муз. конкурс | общий | Капитанский | общий | ДЗ  | Итого |
| -------------- | ----------- | -------- | ----- | ------------ | ----- | ----------- | ----- | --- | ----- |
| Эскадрон гусар | 4,6         | 4,6      | 9,2   | 5            | 14,2  | 2,5         | 16,7  | 6,6 | 23,3  |
| СПбУЭиФ        | 4,8         | 3,3      | 8,1   | 4,1          | 12,2  | 2,8         | 15    | 5,8 | 20,8  |

Результат игры:
1. Эскадрон гусар
2. СПбУЭиФ

- На этой игре «Гусары» показали музыкальный конкурс про приключения звёзд американского кино в России. Были спародированы Джим Керри, Мерилин Монро, Арнольд Шварценеггер, Сильвестр Сталлоне, Джеки Чан и Маколей Калкин. В рамках конкурса был показан номер «Утомлённые солнцевскими».
- Капитанский конкурс играли Владимир Коняев («Гусары») и Дмитрий Мишин (Финэк).
- «Эскадрон гусар» показали на этой игре домашнее задание о запуске конвейера фабрики грёз.
- На этой игре за команду «Эскадрон гусар» впервые выступила Наталья Громушкина.

### Финал
Дата игры: 23 декабря
- Тема игры: Муза КВН
- Команды: Эскадрон гусар (Москва), ХАИ (Харьков)
- Жюри: Анатолий Лысенко, Андрей Макаров, Гарри Каспаров, Леонид Ярмольник, Леонид Парфёнов, Иван Демидов, Юлий Гусман
- Конкурсы: Приветствие («Ты помнишь, как всё начиналось?»), Разминка («Новый ответ на старый вопрос»), Музыкальный конкурс («Что вижу, то пою»), Капитанский конкурс («Как играть в КВН»), Домашнее задание («Муза КВН»)

| Команда        | Приветствие | Разминка | общий | Муз. конкурс | общий | Капитанский | общий | ДЗ | Итого |
| -------------- | ----------- | -------- | ----- | ------------ | ----- | ----------- | ----- | -- | ----- |
| ХАИ            | 4,7         | 3,8      | 8,5   | 4,2          | 12,7  | 3,2         | 15,9  | -  | ничья |
| Эскадрон гусар | 4           | 3,5      | 7,5   | 5            | 12,5  | 3,5         | 16    | -  | ничья |

Результат игры:
1. ХАИ; Эскадрон гусар

ХАИ и «Эскадрон гусар» решением жюри стали чемпионами Высшей лиги сезона 1995.
- В конце игры, из-за разрыва в одну десятую балла между командами, жюри решило не выставлять оценки за конкурс «домашнее задание», и объявить ничью.
- Капитанский конкурс играли Андрей Чивурин (ХАИ) и Владимир Коняев («Гусары»).
- На этой игре команда ХАИ завершила «разминку» финальной песней.
- Среди прочих номеров этой игры: «Песня о зрении» от «Эскадрона гусар», и пародии команды ХАИ на фильм «Джентльмены удачи» («пошутил, выпил, в Харьков», «А тебе не кажется, что твоё место в подпевке?!»), а также финальный номер «Муза КВН» в исполнении Игоря Диденко.
- В домашнем задании харьковчан участвовал Евгений Маргулис. Это первый случай приглашения командой известной личности для участия в КВНовском выступлении.

## Члены жюри
В сезоне 1995 игры Высшей лиги КВН судили 12 человек.
7 игр
- Юлий Гусман

6 игр
- Иван Демидов
- Леонид Парфёнов

5 игр
- Анатолий Лысенко
- Андрей Макаров

3 игры
- Гарри Каспаров

2 игры
- Сергей Жигунов
- Леонид Ярмольник

1 игра
- Бари Алибасов
- Юрий Радзиевский
- Константин Эрнст
- Леонид Якубович

## Видео
- Первая 1/8-я финала
- Вторая 1/8-я финала
- Первый четвертьфинал
- Второй четвертьфинал
- Первый полуфинал
- Второй полуфинал
- Финал